# 翠云路街道
翠云路街道是中华人民共和国河南省洛陽市洛龙区下辖的一个街道办事处。

## 行政区划
翠云路街道下辖以下村级行政区划单位：
东杨屯村和八里凹村。